# László Pekár
László Pekár (Szolnok, 20 gennaio 1993) è un calciatore ungherese, attaccante del BVSC Budapest.

## Palmarès

### Club

#### Competizioni nazionali
- Nemzeti Bajnokság II: 1

Puskás Akadémia: 2016-2017